# Рилево
Рилево (мкд. Рилево) је насеље у Северној Македонији, у средишњем делу државе. Рилево припада општини Дољнени.

## Географија
Насеље Рилево је смештено у средишњем делу Северне Македоније. Од најближег већег града, Прилепа, насеље је удаљено 25 km северозападно.
Рељеф: Рилево се налази у крајње северном делу Пелагоније, највеће висоравни Северне Македоније. Насељски атар је на истоку равничарски, без већих водотока. Западно од насеља издиже се планина Даутица. Надморска висина насеља је приближно 660 m.
Клима у насељу је континентална.

## Историја
Почетком 20. века, становништво Рилева је било наклоњено српској народној замисли, па се месно становништво у изјашњавало Србима. Месни парох је био 1899-1900. године поп Петар Анђеловић.
Године 1898. отворена је са царском турском дозволом српска основна школа у месту. Започела је свој рад 7. децембра 1898. године у једној мањој, трошној згради. Учитељ Риста Костић који је завршио Цариградску гимназију, стигао је у село само дан раније. За дан-два уписало се 58 ученика (од којих три ученице) из места и суседног Сливја. Ту је јануара 1899. године свечано прослављена школска слава Св. Сава. Ревизија рада школе обављена је 4. маја 1900. године приликом извођења годишњег школског испита. Изасланик ревизор био је професор Михаило Питовић из битољске српске гимназије. У јесен 1900. године мештани Срби купили су једну велику кућу у центру села за школско здање. Било је то и великом заслугом учитеља Костића.
Школа постоји и 1906. године када слави традиционално Савиндан. Славска служба је обављена у цркви Св. Анастасија, од стране поп Петра Анђелковића. У школи је домаћин славе био Петар Јокановић.

## Становништво
По попису становништва из 2002. године, Рилево је имало 69 становника.
Претежно становништво у етнички Македонци (100%).
Већинска вероисповест у насељу је православље.